# Ryan Point
Der Ryan Point ist ein wuchtiges Kap an der Ostküste der westantarktischen Thurston-Insel. Er liegt innerhalb des vereisten Morgan Inlet und bildet das östliche Ende einer keilförmigen Landspitze zwischen der Lofgren- und der Tierney-Halbinsel.
Das Advisory Committee on Antarctic Names benannte das Kap im Jahr 2003 nach A. E. Ryan, Luftbildfotograf während der von der United States Navy durchgeführten Operation Highjump (1946–1947) zur Erstellung von Luftaufnahmen von der Thurston-Insel und der benachbarten Festlandküste.